# Grenskägglav
Grenskägglav (Usnea chaetophora) är en lavart som beskrevs av Stirt. Grenskägglav ingår i släktet Usnea och familjen Parmeliaceae.  Arten är reproducerande i Sverige. Inga underarter finns listade i Catalogue of Life.